# Anita Sergejewna Zoi

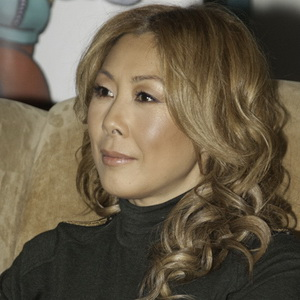
Anita Zoi (2013)

Anita „Anna“ Sergejewna Zoi geb. Kim (russisch Анита Сергеевна Цой, englische Transkription: Anita Tsoy; * 7. Februar 1971 in Moskau) ist eine russische Sängerin.

## Leben und Karriere
Anita Zoi wurde 1971 in Moskau geboren. Beide Elternteile sind Angehörige der koreanischen Minderheit in Russland. Sie wurde bereits in jungen Jahren musikalisch von ihrer Mutter gefördert. Nachdem sie ihre Schulausbildung beendet hatte, begann sie ein Jurastudium an der Moskauer Lomonossow-Universität. Dort lernte sie auch ihren späteren Ehemann, Sergei Zoi, kennen, der wie sie selbst auch koreanischer Abstammung ist. Nach ihrem Abschluss arbeitete sie jedoch nicht als Rechtsanwältin, sondern versuchte eine Karriere als Sängerin zu starten. 1997 wurde schließlich ihr erstes Album, Poljot, veröffentlicht. Stilistisch ist es am ehesten dem Genre der Rockmusik zuzuordnen und wurde stark von der Musik der russischen Band Kino beeinflusst.
Ermutigt durch den Erfolg ihres ersten Albums, erschien schon 1998 ein zweites Album, Tschornyj Lebed. Dieses war stilistisch als Pop-Rock einzuordnen. Nach zahlreichen Konzerttouren in Russland und anderen russischsprachigen Ländern reiste Anita Zoi im Jahr 2000 in die USA nahm dort schließlich ihr erstes und bislang einziges englischsprachiges Album auf, I’ll remember you. 2003 folgte mit 1000000 minut wieder ein russischsprachiges Album, das stilistisch der Dancemusik zuzuordnen war. Dance sollte auch in Zukunft ihre bevorzugte Musikrichtung bleiben. 1000000 minut wurde erneut ein großer Erfolg, es gab insgesamt vier Singleauskopplungen (Million Minut, Odnomu tebe, Eto li ljubow? und Nowogodnije igruschki).
2004 wurde sie vom südkoreanischen Präsidenten Roh Moo-hyun während dessen Staatsbesuch zur Botschafterin koreanischer Kultur in Russland ernannt.
Nach einer längeren Pause erschien 2007 dann ihr viertes Album, Na Wostok. 2009 ging Anita Zoi auf eine Konzertreise durch Russland, deren Erlös sozial schwachen Familien zugutekam, die durch tschetschenische Terroristen Angehörige verloren hatte. Sie tourte dabei unter anderem auch durch Grosny, Beslan und Budjonnowsk.
2011 kam dann schließlich ihr sechstes Album, Twoja A, auf den Markt.

## Diskografie

### Alben
- 1997: Poljot (Полёт)
- 1998: Tschorni Lebed (Чёрный лебедь)
- 2000: I’ll remember you
- 2003: 1.000.000 minut (1,000,000 минут)
- 2007: Na Wostok (На Восток)
- 2011: Twoja A (Твоя А)
- 2015: Без вещей

### Live-Alben
- 2016: Музыка Шоу 10 | 20

### Singles (Auswahl)
- 2007: Небо
- 2013: Береги меня
- 2023: До свидания (mit Dmitry Kaldun)